# Франц Хайнрих фон Шьонбург-Валденбург
Франц Хайнрих фон Шьонбург-Валденбург (на немски: Franz Heinrich Graf v.Schönburg-Waldenburg; Franz Heinrich von Schönburg-Wechselburg zu Glauchau und Waldenburg; * 15 май 1682, Векселбург; † 3 септември 1746, Векселбург) е граф и господар на Шьонбург-Валденбург-Векселбург-Глаухау в Средна Саксония.

## Произход
Той е най-малкият син на граф Самуел Хайнрих фон Шьонбург-Валденбург-Векселбург (1642 – 1706) и съпругата му Елизабет Магдалена София фон Шьонбург-Фордерглаухау (1642 – 1716), дъщеря на фрайхер Йохан Каспар фон Шьонбург-Фордерглаухау (1594 – 1644) и София Мария Ройс-Бургк (1614 – 1690). Брат е на Карл Хайнрих фон Шьонбург-Фордерглаухау (1677 – 1708), Зигмунд Хайнрих фон Шьонбург-Валденбург (1678 – 1699) и на Максимилиана Елеонора София фон Шьонбург-Валденбург (1676 – 1746), омъжена за граф Йохан Вилхелм Ховора фон Ронов († 1701) и след това за (1698) за граф Август Зигфрид фон Шьонбург-Пениг (1678 – 1763).
Баща му е издигнат на имперски граф на 7 август 1700 г.
Дворецът Векселбург остава собственост на благорническата фамилия на графовете и господарите фон Шьонбург-Глаухау до национализацията през 1945 г. Клоновете Шьонбург-Валденбург, Шьонбург-Хартенщайн съществуват до днес като Шьонбург-Глаухау.

## Фамилия
Първи брак: на 27 декември 1707 г. в Глаухау с графиня Магдалена Елеонора фон Шьонбург-Пениг (* 24 февруари 1674; † 26 юни 1720), дъщеря на граф Волф Хайнрих II фон Шьонбург-Пениг (1648 – 1704) и Юлиана Катарина фон Шьонбург-Фордерглаухау (1643 – 1722). Те имат една дъщеря:
- Хенриета Елеонора фон Шьонбург-Фордерглаухау (* 29 юни 1709; † 3 април 1716)

Втори брак: на 20 юли 1720 г. във Вехселбург с Йохана София Елизабет фон Шьонбург-Хартенщайн (* 29 май 1699; † 25 септември 1739), дъщеря на граф Георг Алберт фон Шьонбург-Хартенщайн (1673 – 1716) и първата му съпруга графиня София Сабина фон Вид (1677 – 1710), дъщеря на граф Георг Херман Райнхард фон Вид-Рункел и Йохана Елизабет фон Лайнинген-Вестербург. Те имат девет деца:
- Емилия Августа Антония фон Шьонбург-Фордерглаухау (* 10 февруари 1726; † 26 септември 1727)
- Магдалена Франциска Елизабет фон Шьонбург-Фордерглаухау (* 28/30 януари 1727; † 2 януари 1772), омъжена в Кьостритц на 19 юли 1757 г. за граф Албрехт Кристиан Ернст фон Шьонбург-Хинтерглаухау (* 22 януари 1720; † 9 март 1799)
- Карл Хайнрих II фон Шьонбург-Фордерглаухау-Векселбург-Глаухау (* 23 октомври 1729; † 4 юни 1800), женен в Герсдорф на 21 юни 1756 г. за графиня Кристиана Вилхелмина фон Айнзидел (* 24 септември 1726, Дрезден; † 13 декември 1798, Векселбург), имат деца
- Албертина Хенриета София фон Шьонбург-Фордерглаухау (* 13 юни 1731; † 2 май 1763)
- Албрехт Хайнрих фон Шьонбург-Фордерглаухау (* 24 юли 1732; † 10 ноември 1763)
- Йохана Хенриета София Елеонора фон Шьонбург-Фордерглаухау (* 29 август 1733; † 28 април 1805), омъжена I. за граф Вилхелм Кристиан фон Шьонбург-Фьорбау (* 13 януари 1720; † 27 август 1755), II. на 22 юни 1756 г. за граф Август Вилхелм Гианини (* 1720; † 18 ноември 1767)
- Август Хайнрих фон Шьонбург-Фордерглаухау (* 21 април 1735; † 17 ноември 1737)
- Фридерика Хенриета София фон Шьонбург-Фордерглаухау (* 21 април 1735; † 7 декември 1737)
- Ернестина Хенриета София фон Шьонбург-Фордерглаухау (* 2 декември 1736; † 10 декември 1768), омъжена в Кьостриц на 13 февруари 1754 г. за граф Хайнрих XXIII фон Ройс-Кьостриц (* 9 декември 1722; † 3 септември 1787)